# Roberto Repole
Roberto Repole (Torino, 29 gennaio 1967) è un cardinale, arcivescovo cattolico e teologo italiano, dal 19 febbraio 2022 arcivescovo metropolita di Torino e vescovo di Susa.

## Biografia
È nato a Torino il 29 gennaio 1967 da Concetta Mancuso, originaria di Corleone e Vito Repole, originario di Rapone ed ex-assessore all'agricoltura e al commercio presso la giunta comunale di Druento negli anni ottanta.

### Formazione e ministero sacerdotale
Cresciuto nella frazione Forvilla di Givoletto, ha frequentato le scuole elementari e medie a Druento. Ha terminato gli studi superiori presso il seminario minore, conseguendo la maturità classica presso il Liceo salesiano Valsalice nel 1986, per poi studiare filosofia e teologia nel seminario arcivescovile di Torino e conseguire il baccalaureato in teologia presso la sede parallela di Torino della Facoltà teologica dell'Italia settentrionale nel 1992. Ha proseguito gli studi di teologia sistematica presso la Pontificia Università Gregoriana a Roma, conseguendo la licenza nel 1998 e il dottorato nel 2001.
Il 13 giugno 1992 ha ricevuto l'ordinazione presbiterale dal cardinale Giovanni Saldarini, incardinandosi come presbitero dell'arcidiocesi di Torino.
In seguito è stato vicario parrocchiale dal 1992 al 1996, docente di teologia sistematica presso la sede parallela di Torino della Facoltà teologica dell'Italia settentrionale e l'Istituto Superiore di Scienze Religiose della stessa città dal 1996, quindi canonico della real chiesa di San Lorenzo a Torino dal 2010, presidente dell'Associazione Teologica Italiana dal 2011 al 2019, preside della sezione di Torino della Facoltà Teologica dell'Italia settentrionale e collaboratore pastorale della parrocchia Santa Maria della Stella di Druento. È stato anche membro del consiglio di amministrazione dell'Agenzia della Santa Sede per la valutazione e la promozione della qualità delle università e facoltà ecclesiastiche (AVEPRO) dal 2016.
A livello diocesano è stato coordinatore della pastorale universitaria e membro della commissione ecumenica per cinque anni, assistente ecclesiastico diocesano del Movimento ecclesiale di impegno culturale (MEIC) e membro del consiglio presbiterale. Ha prestato servizio anche come assistente ecclesiastico degli scout cattolici torinesi (Agesci Zona Torino), in particolare per gli educatori della branca R/S.
In occasione del quinto anniversario dell'elezione di papa Francesco, Repole è stato curatore della collana La Teologia di Papa Francesco, una serie di analisi di teologi in 11 volumi.

### Ministero episcopale
Il 19 febbraio 2022 papa Francesco lo ha nominato 95º arcivescovo metropolita di Torino e vescovo di Susa, unendo così in persona episcopi le due sedi; è succeduto rispettivamente a Cesare Nosiglia e Alfonso Badini Confalonieri, ritiratisi entrambi per raggiunti limiti di età.
È il primo nativo di Torino ad esservi nominato arcivescovo dai tempi della nomina di Agostino Richelmy, nel 1897.
Il 7 maggio successivo ha ricevuto l'ordinazione episcopale, sul sagrato della cattedrale di San Giovanni Battista a Torino, dall'arcivescovo Cesare Nosiglia, co-consacranti Marco Arnolfo, arcivescovo metropolita di Vercelli, e Alfonso Badini Confalonieri, vescovo emerito di Susa; contestualmente ha preso possesso dell'arcidiocesi. Il giorno seguente ha preso possesso della diocesi di Susa nella cattedrale di San Giusto.
Il 29 giugno dello stesso anno, solennità dei Santi Pietro e Paolo, ha ricevuto da papa Francesco, nella basilica di San Pietro in Vaticano, il pallio, che gli è stato imposto dal nunzio apostolico Emil Paul Tscherrig il 23 ottobre seguente.
Il Consiglio episcopale permanente della Conferenza Episcopale Italiana, riunitosi a Matera dal 20 al 22 settembre 2022, lo ha nominato membro della commissione episcopale per l'educazione cattolica, la scuola e l'università.
Il 5 ottobre 2022 è stato eletto vicepresidente della Conferenza episcopale piemontese.

### Cardinalato
Durante l'Angelus del 6 ottobre 2024, papa Francesco ne ha annunciato la creazione a cardinale nel concistoro del 7 dicembre successivo, dove ha poi ricevuto il titolo di Gesù Divin Maestro alla Pineta Sacchetti.
L'11 gennaio 2025 è stato nominato membro del Dicastero per la dottrina della fede, decadendo dall'incarico il 21 aprile successivo con la morte di papa Francesco.
Il 30 marzo successivo ha preso possesso del titolo cardinalizio.
Il 7 e 8 maggio 2025 ha partecipato come cardinale elettore al conclave che ha portato all'elezione di papa Leone XIV.

## Genealogia episcopale e successione apostolica
La genealogia episcopale è:
- Cardinale Scipione Rebiba
- Cardinale Giulio Antonio Santori
- Cardinale Girolamo Bernerio, O.P.
- Arcivescovo Galeazzo Sanvitale
- Cardinale Ludovico Ludovisi
- Cardinale Luigi Caetani
- Cardinale Ulderico Carpegna
- Cardinale Paluzzo Paluzzi Altieri degli Albertoni
- Papa Benedetto XIII
- Papa Benedetto XIV
- Papa Clemente XIII
- Cardinale Bernardino Giraud
- Cardinale Alessandro Mattei
- Cardinale Pietro Francesco Galleffi
- Cardinale Giacomo Filippo Fransoni
- Cardinale Carlo Sacconi
- Cardinale Edward Henry Howard
- Cardinale Mariano Rampolla del Tindaro
- Cardinale Gennaro Granito Pignatelli di Belmonte
- Cardinale Pietro Boetto, S.I.
- Cardinale Giuseppe Siri
- Cardinale Giacomo Lercaro
- Vescovo Gilberto Baroni
- Cardinale Camillo Ruini
- Arcivescovo Cesare Nosiglia
- Cardinale Roberto Repole

La successione apostolica è:
- Vescovo Alessandro Giraudo (2023)

## Araldica
Blasonatura
Di rosso, alla banda d'oro, caricata di tre chiodi di nero posti nel senso della stessa.
Descrizione
Il campo dello scudo è di colore rosso per indicare l'amore profondo del Padre che dona al mondo il suo Figlio Unigenito fino all'effusione del suo sangue.
La banda, presente nello scudo, è di colore oro, che è il primo fra i metalli ed è quindi un riferimento alla fede, prima fra le virtù, attraverso la quale si può comprendere il mistero della Redenzione.
I 3 chiodi, posti sopra la banda dorata, sono un richiamo alla Passione di Gesù e di conseguenza anche alla Sacra Sindone, custodita nella cattedrale di Torino.
Motto
Il motto dell'arcivescovo Repole è "Christus tradidit seipsum pro me", che in latino significa "Cristo ha dato se stesso per me", ed è tratto dalla Lettera ai Galati di san Paolo.
(Lettera ai Galati 2, 20)

## Opere
- Roberto Repole, Chiesa, pienezza dell'uomo: oltre la postmodernità : G. Marcel e H. de Lubac, collana Dissertatio, Pontificio seminario lombardo Glossa, 2002, ISBN 978-88-7105-147-5.
- Il pensiero umile. In ascolto della Rivelazione, Città Nuova, Roma 2007, ISBN 88-3113-292-X.
- Seme del Regno. Introduzione alla Chiesa e al suo mistero, Esperienze, Fossano (CN) 2008, ISBN 88-8102-185-4.
- Il gusto del pensiero, Dehoniane, Bologna 2009, ISBN 88-1060-505-5.
- L'umiltà della Chiesa, Qiqajon, Magnano (BI) 2010, ISBN 88-8227-309-1.
- Come stelle in terra. La Chiesa nell'epoca della secolarizzazione, Cittadella, Assisi (PG) 2012; traduzione francese: Ėglise synodale et démocratie. Quelles institutions ecclésiales pour aujourd'hui? (traduit de l'italien par Jean-Marie Faux et par Paul Gilbert), Lessius, Namur-Paris 2016.
- Dono, Rosenberg & Sellier, Torino, 2013.
- Gesù e i suoi discepoli. Educare con stile, Messaggero, Padova 2013.
- La vita cristiana, San Paolo, Cinisello Balsamo (MI) 2013.
- Chiesa, Cittadella, Assisi (PG) 2015.
- Il sogno di una Chiesa evangelica. L'ecclesiologia di papa Francesco, LEV, Città del Vaticano 2017 (traduzioni: inglese, spagnola, portoghese).
- La Chiesa e il suo dono. La missione fra teo-logia ed ecclesiologia, Queriniana, Brescia 2019.
- Il dono dell'annuncio. Ripensare la Chiesa e la sua missione, San Paolo, Cinisello Balsamo (MI) 2021.
- M. Gronchi-R. Repole, Il dolce stil novo di papa Francesco, Messaggero, Padova 2015.
- Cozzi-R. Repole-G. Piana, Papa Francesco. Quale teologia? Postfazione di G. Ravasi, Cittadella, Assisi 2016; traduzione portoghese, Papa Francisco. Que teologia? posfácio de G. Ravasi, Paulinas, Prior Vehlo 2017.
- F. Ardusso, La fede provata, Effatà, Cantalupa (TO) 2006. A cura di V. Danna-R. Repole.
- Associazione Teologica Italiana, Il corpo alla prova dell'antropologia teologica, Glossa, Milano 2007. A cura di R. Repole.
- Associazione Teologica Italiana, Eucaristia e logos annunciato. Una chiave interpretativa, Glossa, Milano 2014. A cura di R. Repole-F. Scanziani.
- Associazione Teologica Italiana, «Ogni uomo vedrà la salvezza di Dio» (Lc 3,6). Sulla soteriologia cristiana, Glossa, Milano 2017. A cura di R. Battocchio-R. Repole.
- Commentario ai documenti del Vaticano II, volumi 1÷8, a cura di S. Noceti e R. Repole, Dehoniane. Bologna 2014-2020.
- La sinodalità nella vita e nella missione della Chiesa. Commento a più voci al Documento della Commissione teologica internazionale A cura di P. Coda-R. Repole, Dehoniane, Bologna 2019.
- Siamo sempre discepoli-missionari. Quali conversioni per evangelizzare oggi? A cura di R. Repole, Dehoniane, Bologna 2017.
- Gridare il Vangelo con la vita. Forme pratiche di annuncio. A cura di F. Ceragioli-R. Repole, Dehoniane, Bologna 2020.